# Kanton Sens-2
Sens-2 is een kanton van het Franse departement Yonne. Het kanton maakt deel uit van het arrondissement Sens.
 Het telt 19.928 inwoners.

Het kanton Sens-2 werd gevormd ingevolge het decreet van 13 februari 2014 met uitwerking op 22 maart 2015.

## Gemeenten
Het kanton omvat volgende gemeenten :
- Gron
- Maillot
- Malay-le-Grand
- Paron
- Rosoy
- Sens (oostelijk en zuidelijk deel) (hoofdplaats)